# Quake Champions
Quake Champions je střílečka z pohledu první osoby z roku 2022, kterou vyvinula společnost id Software a vydala Bethesda Softworks. Jedná se o pátý hlavní díl série Quake, který následuje po Quake 4 z roku 2005. Hra byla poprvé vydána v předběžném přístupu 22. srpna 2017 a od 10. srpna 2018 je free-to-play. Dne 18. srpna 2022 byla vydána plná verze hry.

## Vývoj a vydání
Hra Quake Champions byla oznámena na veletrhu Electronic Entertainment Expo 2016. Později byl oznámen herní engine, ale také to, že hra nebude přizpůsobena pro virtuální realitu.  Hra byla poprvé vydána v předběžném přístupu 22. srpna 2017 a následně bylo oznámeno, že bude k dispozici jako free-to-play.
Na Electronic Entertainment Expo 2017 byl jako hratelná postava oznámen B.J. Blazkowicz ze série Wolfenstein. V srpnu 2018 se hra stala free-to-play. Plná verze byla vydána 18. srpna 2022.

## Ohlasy
Hra byla fanoušky série Quake dobře přijata, ale nedokázala udržet pozornost hráčů déle než jiné free-to-play hry. Hra získala několik nominací v herních anketách.